# Храм Всех Святых, в земле Российской просиявших (Липецк)
Церковь Всех Святы́х, в земле Росси́йской просия́вших (Всесвя́тская) — православный храм на улице Водопьянова города Липецка. Архитектор — Владимир Рулёв.
Первый православный храм в новых правобережных микрорайонах Октябрьского округа города. Согласно проекту, вместимость храма — 600 человек. Возведён полный храмовый комплекс, включающий помимо церкви с колокольней воскресную школу и крестильную.
Первый настоятель храма и строитель — протоиерей Владимир Сельцов.

## История
Возведение храма началось весной 2002 года. Чин освящения закладного камня совершён митрополитом Воронежским и Липецким Мефодием 31 августа 2002 года. На чине освящения присутствовало около тысячи человек.
Первоначально на месте храма был установлен списанный железнодорожный вагон, переоборудованный стараниями прихожан для совершения богослужений и треб. В конце 2003 года, после перекрытия фундамента храма, прихожане переместились на цокольный этаж (подвал).
В конце 2007 года на храм начали водружать купола. 10 апреля 2008 года при большом стечении верующих, на колокольню строящегося храма водружён последний большой купол с православным крестом весом 6,5 тонн. Купол перед подъёмом освятил епископ Липецкий и Елецкий Никон (Васин). После установки купола колокольни здание храма достигло проектной высоты — 49 метров (высота шестнадцатиэтажного жилого дома).

## Интересные факты
- Советским планом застройки города Липецка на месте храма предполагалось строительство здания райкома КПСС. Для этих целей в 1990 году был вырыт котлован, началась закладка фундамента. Распад СССР и последующий запрет на деятельность КПСС не позволил этим планам осуществиться. Котлован, ежегодно заливаемый талыми водами, в неизменном виде просуществовал до 2002 года.
- Купола храма покрыты специальными листами нитротитана. Этот современный качественный материал впервые был применён при строительстве Храма Христа Спасителя и в настоящее время стал стандартным материалом для куполов православных храмов. По своим характеристикам материал значительно превосходит традиционную для российских храмов позолоту. Отмечается, что срок службы нитротитана в условиях промышленного города не менее пятидесяти лет.

## Духовенство
- Настоятель храма — протоиерей Владимир Сельцов
- протоиерей Вячеслав Крюков
- иерей Сергий Боев
- иерей Алексий Синельников
- иерей Андрей Слепокуров
- иерей Димитрий Рыбицкий
- диакон Александр Синельников
- диакон Виталий Труфанов[1]